# Гильдебранд, Алиса фон
Алиса фон Гильдебранд (нем. Alice von Hildebrand, урожденная Алиса Журден (Alice Jourdain); 11 марта 1923, Брюссель, Бельгия — 14 января 2022) — католический философ

 и теолог, профессор.

## Биография
Алиса Журден приехала в США в 1940 году. В 1947 году она начала преподавать в Хантерском колледже в Нью-Йорке. Покинула кафедру, уйдя на пенсию в 1984 году.
Будучи ещё студенткой в Фордхеймском университете, она встретила своего будущего супруга, католического философа и теолога Дитриха фон Гильдебранда (1889—1977), который был профессором в этом же университете.
Алиса фон Гильдебранд — известный лектор и автор многих выдающихся работ, среди которых «Привилегия быть женщиной» (2002) и «Душа льва: Жизнь Дитриха фон Гильдебранда» (2000).
Скончалась 14 января 2022 года.